# سنت جورج لیتلدیل
کلمنت سنت جورج رویدز لیتلدیل (Clement St. George Royds Littledale) (زادهٔ ۸ دسامبر ۱۸۵۱ – درگذشتهٔ ۱۶ آوریل ۱۹۳۱)، و همسرش ترسا هریس (اسکات) (زادهٔ ۱۸۳۹ – درگذشتهٔ ۱۹۲۸) در زمان خود به عنوان بزرگترین سیاحان بریتانیایی آسیای مرکزی در قرن نوزدهم میلادی شناخته می‌شدند. لیتلدیل همچنین توسط بسیاری از شکارچیان به عنوان یکی از بزرگترین شکارچیان جانوران شکاری بزرگ در تمام دوران‌ها شناخته می‌شود. او حیوانات شاخ‌دار از جمله گوسفند و بزهایی که در کوه‌های نیم‌کرهٔ شمالی زندگی می‌کردند را شکار و آنها را برای موزه تاریخ طبیعی لندن جمع‌آوری می‌کرد.

## اوایل زندگی
سنت جورج لیتلدیل، ۸ دسامبر ۱۸۵۱ در شهر لیورپول چشم به جهان گشود. پدرش، توماس لیتلدیل و مادرش جولیا رویدز نام داشتند. پدر و پدربزرگ او دلال پنبه و شهردار لیورپول بوده‌اند. نام کامل وی از روی پدربزرگ مادری‌اش و تالار سنت جورج که یک ساختمان بزرگ با معماری یونانی-رومی واقع در قلب لیورپول، کلمنت سنت جورج رویدز لیتلدیل بود. او را سنت جورج صدا می‌زدند.
پس از مرگ پدرش مدت اندکی به مدرسه راگبی رفت و مادرش دوباره ازدواج کرد. در سال ۱۸۶۶ او در مدرسه شروسبری نام‌نویسی نمود و پس از سه سال بدون آنکه دوران تحصیل خود را به اتمام برساند، مدرسه را ترک کرد. وی زمانی که به سن ۲۱ سالگی رسید حق استفاده از ارثیهٔ خود را یافت و در سال ۱۸۷۴ سفر خود را به دور دنیا آغاز کرد. در طول مسیر خود در غرب هند و درون ایالات متحده آمریکا پرندگان و پستانداران را شکار کرده و برای موزه لیورپول جمع‌آوری می‌کرد. او از راه دریا به ژاپن سفر نمود و در ماه اکتبر به یوکوهاما رسید. آنجا با خانم ترزا هریس اسکات، همسر ویلیام جان اسکات که یک اسکاتلندی ثروتمند بود، ملاقات کرد. خانم اسکات ۳۵ سال سن داشت و پانزده سال قبل ازدواج کرده بود. او اصالت کانادایی داشت و در یک خانوادهٔ پیشگام چشم به جهان گشوده بود. ترزا اسکات کوچکترین فرزند میان دوازده فرزند جان و آملیا هریس از الدون هاوس، لندن، انتاریو بود. لیتلدیل همراه با خانوادهٔ اسکات به مدت هشت ماه در سفر بود که از جملهٔ آنها سفری دشوار به کشمیر بوده‌است. در ژوئن ۱۸۷۵، آقای اسکات به دلیل تب حصبه در راه برگشت به لیورپول بر روی کشتی از دنیا رفت. در فوریهٔ ۱۸۷۷ لیتلدیل و ترسا اسکات با یکدیگر ازدواج کردند. آنها ماه عسل خود را که بیش از یک‌سال به طول انجامید در کشمیر و لداخ سپری کردند.

## سفرهای اکتشافاتی

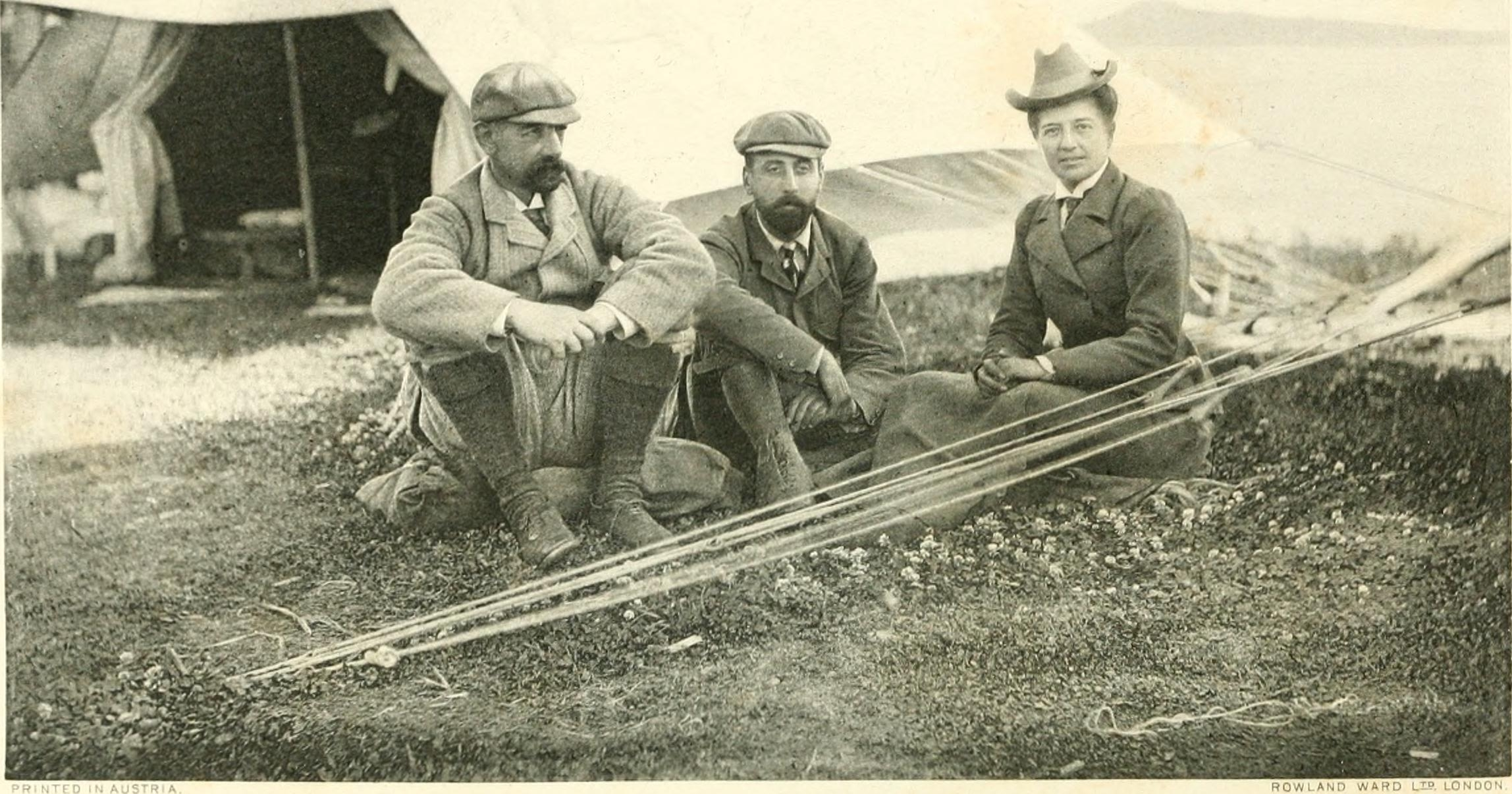
در گودال شن در پتروپاولوفسک نویسنده [Elim Pavlovich Demidov]، همسرش [Sofia Illarionovna Demidova]، و اقای سنت جورج لیتلدیل.

خانوادهٔ لیتلدیل به مدت سی سال در آمریکای شمالی و آسیا سفرهایی را انجام دادند و به‌طور مستمر برای موزه‌ها جمع‌آوری می-کردند. آنها این سفرها را با کوه‌های راکی، پارک ملی یلواستون و آلاسکا آغاز کردند جاییکه توانستند تجربه کسب کردند و مهارت‌های خود را تقویت کردند. پس از آن با سفرهایی در اواخر دهه ۱۸۸۰ به قفقاز، پامیر و آسیای مرکزی روسیه و مغولستان (آلای و آلتای) ادامه یافت. در سال ۱۸۸۷، توماس مور، رئیس موزهٔ لیورپول، لیتلدیل را به آلبرت گونتر که مدیر جانورشناسی در موزه تاریخ طبیعی لندن بود، معرفی کرد. از آن زمان لیتلدیل به عنوان یک گردآورندهٔ حرفه‌ای شناخته شد.
بزرگترین بهره‌برداری آنها یک سفر ۱۴ ماهه به تبت در سال ۱۸۹۵ بود که دبیلو ای ال فلچر، برادرزاده ۲۵ ساله لیتلدیل، یکی از بزرگترین پاروزنان آکسفورد، نیز همراه آنها بود. همچنین هفت خدمتکار لاداخی، سه سپهسالار پاتان و سگ خود را از نژاد فاکس تریر به نام تنی به همراه خود برده بودند. آنها در تلاش بودند تا به شهر ممنوعهٔ لهاسا برسند. این کار بزرگترین هدف جستجوگران آسیای مرکزی بود که همگی تا به آن روز ناموفق بودند. خانوادهٔ لیتلدیل از تین شان گذشتند تا به کاشغر رسیدند، به شهرستان چیمو رفتند و سپس عازم جنوب شدند تا از چانگ تانگ ویرانه و فلات تبت عبور کنند. لیتلدیل این مسیر تا انتخاب کرده بود تا از مواجه با تبتیان تا زمانی که به نزدیکی لاهاسا برسند، جلوگیری کند. لیتلدیل در میان مسیر اولوغ مضطاق که کوهی مرتفع واقع در محدودهٔ دورافتاده‌ای کون‌لون در شمال تبت بود را اندازه‌گیری و ارتفاع را بیش از واقعیت محاسبه کرد. سرانجام گروه در یک گذرگاه نوزده هزار فوتی با صد و پنجاه تبتی مسلح مواجه شدند. به گروه جستجوگران اجازه داده شد تا مسیر خود را بر روی گذرگاه برای رسیدن به محل توقف مناسب ادامه دهند. آنها به ۴۹ مایلی لهاسا رسیده بودند، فاصله‌ای با لهاسا که از زمان هاک و گابت در سال ۱۸۴۶ از هر خارجی دیگری نزدیکتر بود تا اینکه سر فرانسیس یونگ هاسبند با ارتش بریتانیا در سال ۱۹۰۴ وارد آن شد. در پی عقب‌نشینی آزاردهنده از تبت، ترسا آنقدر به دلیل اسهال خونی بیمار و ناتوان بود که باید او را ۱۲۰۰ مایل حمل می‌کردند. در ژوئن ۱۸۹۶، جامعه جغرافیایی سلطنتی مدال حامی خود را به سنت جورج لیتلدیل به دلیل سه سفر اکتشافی بزرگش، اهدا کرد.
در سال ۱۸۹۷، خانوادهٔ لیتلدیل همراه با شاهزاده الیم دمیدوف و همسرش سوفیا به سیبری و رشته‌کوه آلتای سفر کردند. ترسا بزرگ‌تر بود و این، آخرین سفر اکتشافی وی محسوب می‌شد. در سال ۱۹۰۰، لیتلدیل به دمیدووز برای سفری به کامچاتکا پیوست. در سال ۱۹۰۱ او تنها به تین شان بازگشت و مجموعهٔ بزرگی از پستانداران از جمله بز کوهی آسیایی را با خود به خانه آورد. در اصل ترسا جمع‌کنندهٔ گیاهان بود ولی این بار خود لیتلدیل فهرست طولانی‌ای از گیاهان را جمع‌آوری کرد. موزه تاریخ طبیعی نام یکی از گوسفندان که از گونهٔ جدیدی بود را به‌خاطر لیتلدیل، اویس لیتلدالی نام‌گذاری کند. این‌گونه امروزه به‌نام غرم لیتلدیل (اویس آمون لیتلدالی) شناخته می‌شود.
در سال ۱۹۰۲، شاه ادوارد برای صرف ناهار به خانهٔ لیتلدیل‌ها رفت. او جایزه لیتلدیل، سر بزکوهی از تین شان را درخواست کرد و لیتلدیل مجبور به تمکین شد.
در سال ۱۹۰۳، خانوادهٔ لیتلدیل از نیوزیلند بازدید کردند، جاییکه سنت جورج پیشنهاد کرد که آب و هوا و منطقه برای واردات جانوران شکاری معینی، مناسب است. او حالا درگیر پروژهٔ جمع‌آوری جانوران زنده شده بود. یک پروژهٔ پیچیدهٔ بین‌المللی که در حین آن او توانست دوستی بلندمدتی با رئیس‌جمهور تئودور روزولت برقرار کند.
لیتلدیل در سال ۱۹۰۷ در قلمروی نیوفاندلند و یک سال بعد، در قفقاز شرقی به شکار مشغول بود. خانوادهٔ لیتلدیل در کنار هم به سفرهای گستردهٔ خود به نقاط دورافتاده ولی نه در سطح سفرهای اکتشافی بزرگ ادامه دادند. در سال ۱۹۱۹، لیتلدیل قاضی صلح برای برکشایر شد. یک رهبر مناسب سفرهای اکتشافی بزرگ، حالا خود را به عنوان یک قاضی متفکر، مهربان و با قضاوت شهره کرده بود.

## اواخر زندگی و مرگ
ترسا لیتلدیل به‌طور ناگهانی در سال ۱۹۲۸ چشم از جهان فروبست. در سال ۱۹۳۱، سنت جورج شش هفته را به ماهی‌گیری بر روی اسبی در اسکاتلند گذراند. زمانی که به خانه بازگشت بیمار بود و در ۱۶ آوریل در سن ۷۹ سالگی چشم از جهان فروبست.
لیتلدیل در طول سال‌های سفر خود، ۱۲۲ پستاندار را از قفقاز، آسیای مرکزی و کامچاتکا به موزه تاریخ طبیعی اهدا کرد. بقیه آنها به موزه لیورپول اعطا شده‌است. هر دو موزه تا به حال تعداد زیادی غنائم دیگر و همچنین تعدادی پرنده و پستاندار شامل سرهای بسیار دریافت کرده بودند. پس از مرگ لیتلدیل، موزه تاریخ طبیعی ۹۴ غنیمت دیگر را از میان ۱۵۰ غنیمت دیگر که در خانهٔ وی در ویک هیل هاوس در براکنل، برکشایر قرار داشتند، انتخاب کرد.

## کتابشناسی
- Barclay, Edgar N. (1932). Big Game Shooting Records. London: H.F. and G. Witherby.
- Clinch, Elizabeth; Clinch, Nicholas (2008). Through a Land of Extremes: the Littledales of Central Asia. Stroud, Gloucestershire: The History Press. (This is the first book on the Littledales and is the source for the entire entry. The book is based on an extensive list of original sources, which are cited throughout the book.)
- Younghusband, Francis (1931). Geographical Journal. {{cite journal}}: Missing or empty |title= (help)